# Tito (nombre)

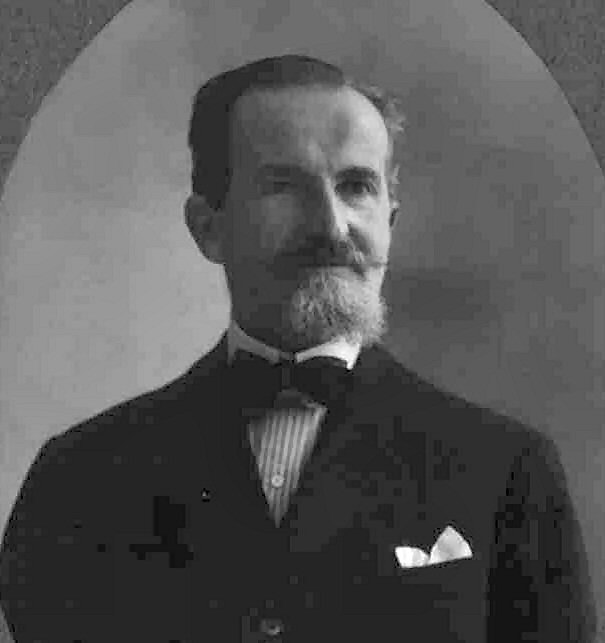
Retrato de Tito Poggi, político y militar aristócrata italiano con este nombre de pila.

Tito es un nombre propio masculino en su variante en español. Su significado es desconocido, se teoriza que procede del nombre latín "Titus".

## Origen
Tito  es el nombre de un personaje bíblico del Nuevo Testamento:
- Tito discípulo del apóstol Pablo, tiene una carta especial del Nuevo Testamento dirigida especialmente a él de parte de Pablo, este libro del Nuevo Testamento (uno de los 27 de este libro), tiene su nombre y forma parte del canon de todas las denominaciones cristianas: Carta a Tito se denomina en la Biblia oficial en línea vaticana, y simplemente Tito en la protestante en línea en sitios como Bible Gateway. Es mencionado también en Gálatas, (Gálatas 2:3).

## Equivalencias en otros idiomas
| Variantes en otras lenguas | Variantes en otras lenguas |
| -------------------------- | -------------------------- |
| Español                    | Tito                       |
| Alemán                     | Titus                      |
| Catalán                    | Titus                      |
| Checo                      | Titus                      |
| Francés                    | Titus                      |
| Hebreo                     | טיטוס                      |
| Holandés                   | Titus                      |
| Inglés                     | Titus                      |
| Italiano                   | Tito                       |
| Lituano                    | Titas                      |
| Polaco                     | Tytus                      |
| Portugués                  | Tito                       |
| Ruso                       | Тит                        |

## Santoral
La celebración del santo de Tito se corresponde con el día 26 de enero, día que comparte con San Timoteo.